# Ринда
Ринда (рус. Рында) река је која протиче преко северних делова Мурманске области, на крајњем северозападу европског дела Руске Федерације. Целом дужином тока тече преко територије Ловозерског рејона. Укупна дужина водотока је 98 km, док је површина његовог сливног подручја 1.020 km².